# マルカントニオ・ライモンディ
マルカントニオ・ライモンディ（Marcantonio Raimondi、1475年ごろ - 1534年ごろ）は16世紀のイタリアの版画家である。同時代の画家の作品や古代の遺物をもとに300点以上の銅版画を制作した。銅版画による複製美術という分野を開いた。

## 略歴
ボローニャに近い現在はモリネッラの一部であるAginiに生まれたと推定されている。父親は金細工師であった。ボローニャの画家、金細工師のフランチェスコ・フランチャの弟子になった。ボローニャのユマニストたちと知り合いになり、古代の美術品に興味を持ち、多くの古代メダルを所有する学者のアキリーニ(Giovanni Filoteo Achillini)と友人になった。
このころイタリアで、アルブレヒト・デューラー（1471年-1528年）が制作し出版された、銅版画、木版画が高い人気を得ていたので、ライモンディも版画を学び、1505年から1510年にかけて80点のデューラーの作品の複製を制作した。はじめデューラーのモノグラム（サイン）も含めて複製していたが、伝記を書いたジョルジョ・ヴァザーリによれば、デューラーからの抗議を受けて、後には複製だとわかるような方法を講じたと伝えられている。
1510年からはローマで活動しラファエロ（1483年-1520年）と知り合い、ラファエルの多くの絵画作品を複製版画にし、ラファエロの素描をもとに版画を制作した。そのため失われたり、完成されなかったラファエロの作品がライモンディの版画によってのみ知ることのできる場合もある。
1524年にエロチックな『イ・モーディ』(I Modi:別名「16の愉しみ」）を発表して、ローマ教皇クレメンス7世によって、投獄され、銅版画の複製品すべてを破壊する事件を起こした。枢機卿イッポーリト・デ・メディチと彫刻家・画家のバルトロメオ・バンディネッリの尽力で釈放された。
スペイン王カール5世の軍勢がイタリアに侵攻し、ローマ劫掠がおこるとローマで繁栄していたライモンディの工房も破壊され、おそらくライモンディはボローニャに逃れたとされているが、その後の活動はしられていない。

## 作品

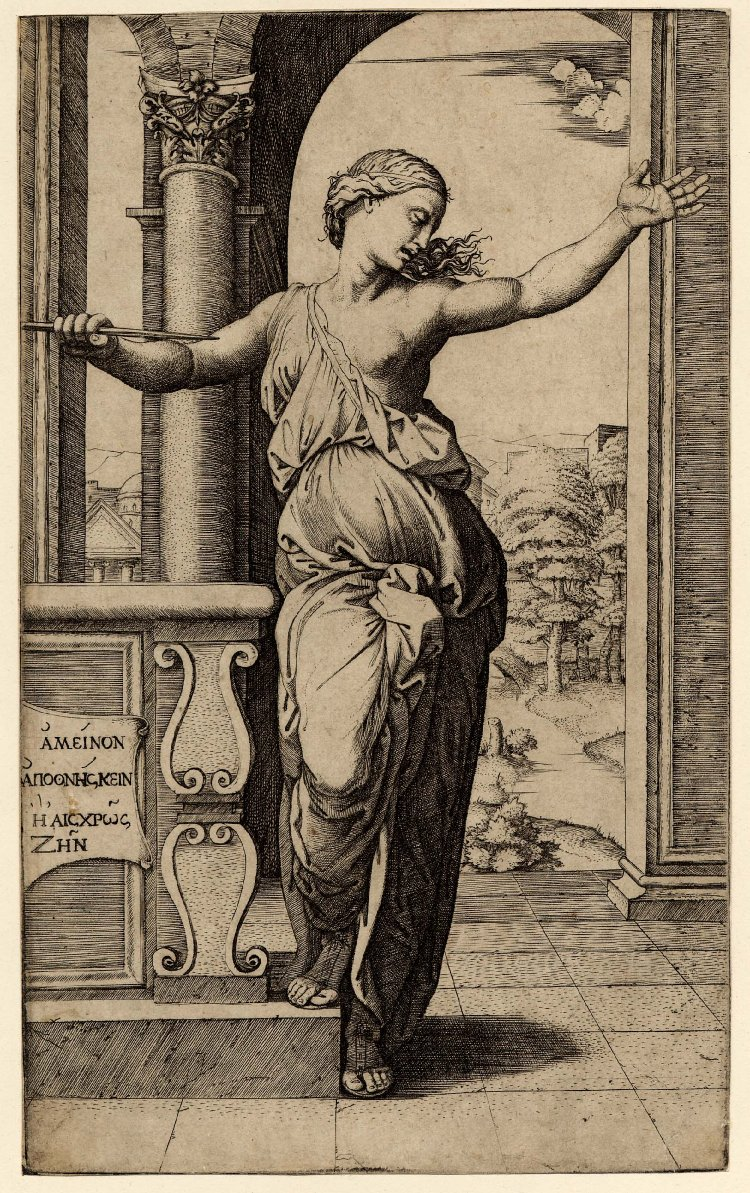
ラファエロの原画による『ルクレツィア』
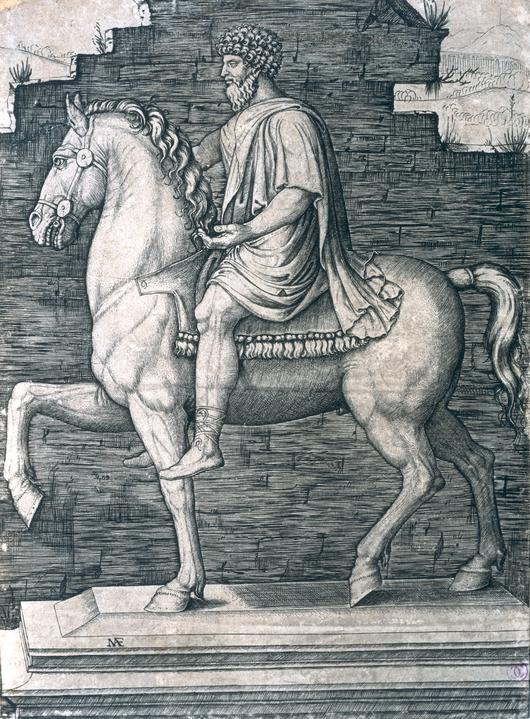
マルクス・アウレリウス・アントニヌスの騎馬像
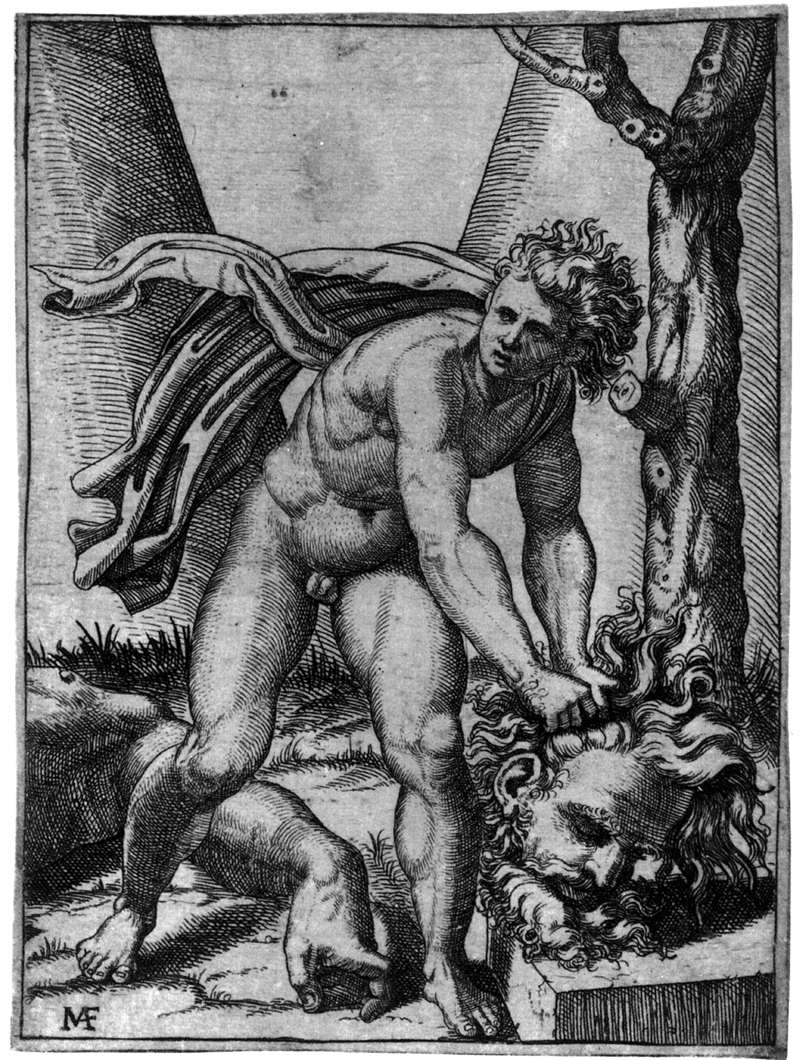
ダビデとゴリアテ
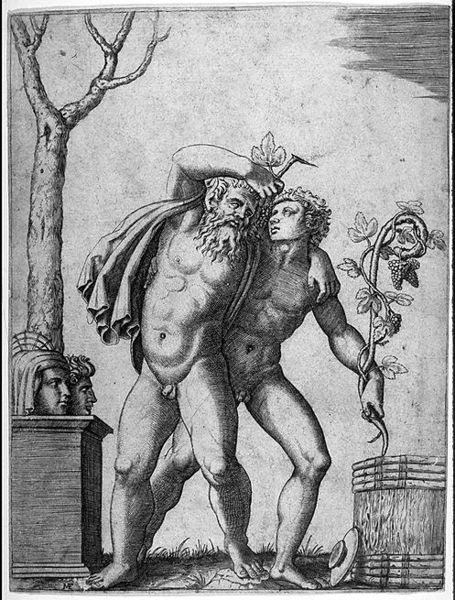
若者と年老いた酔っ払い

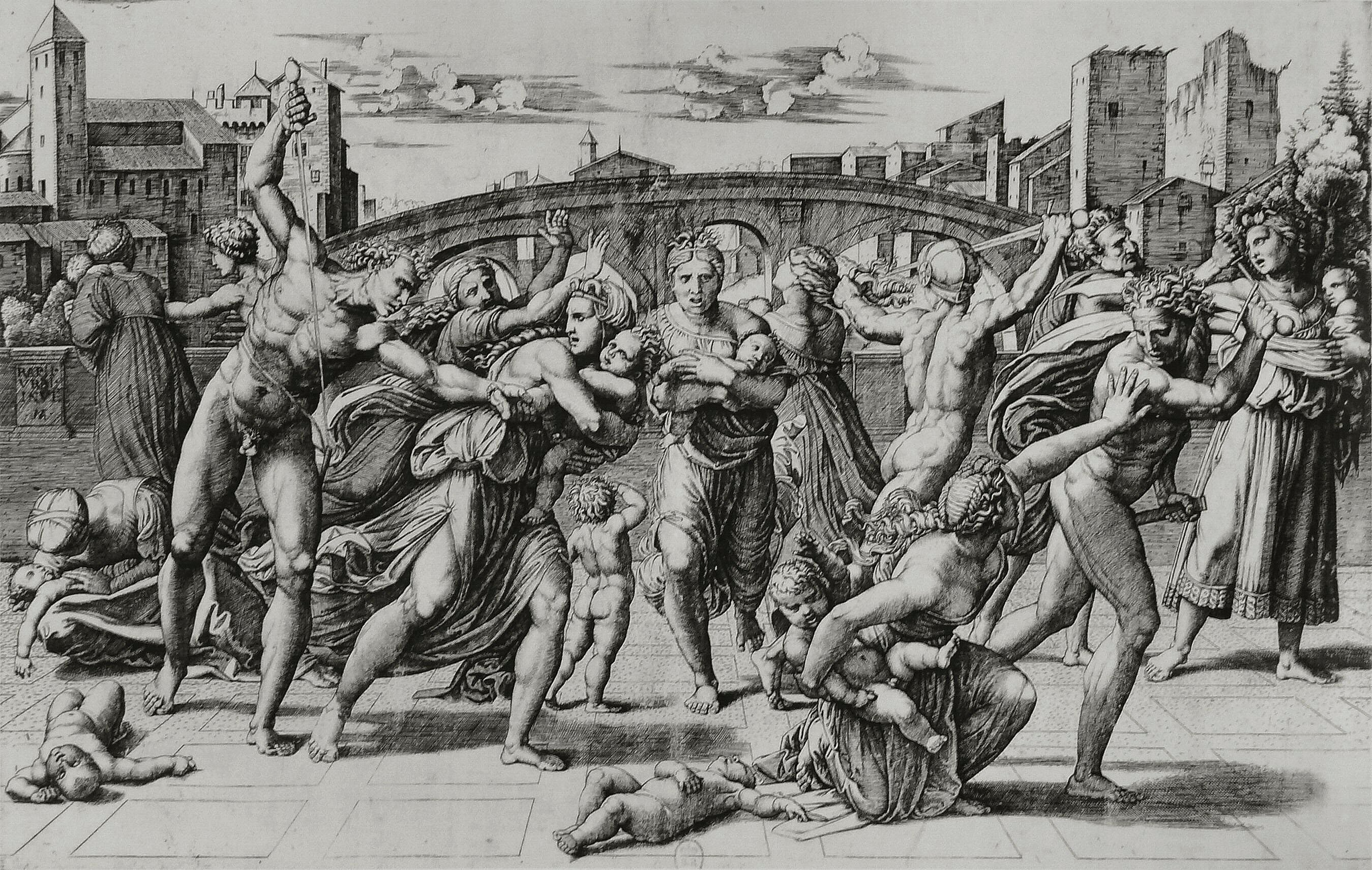
ラファエロの原画による「幼児虐殺」
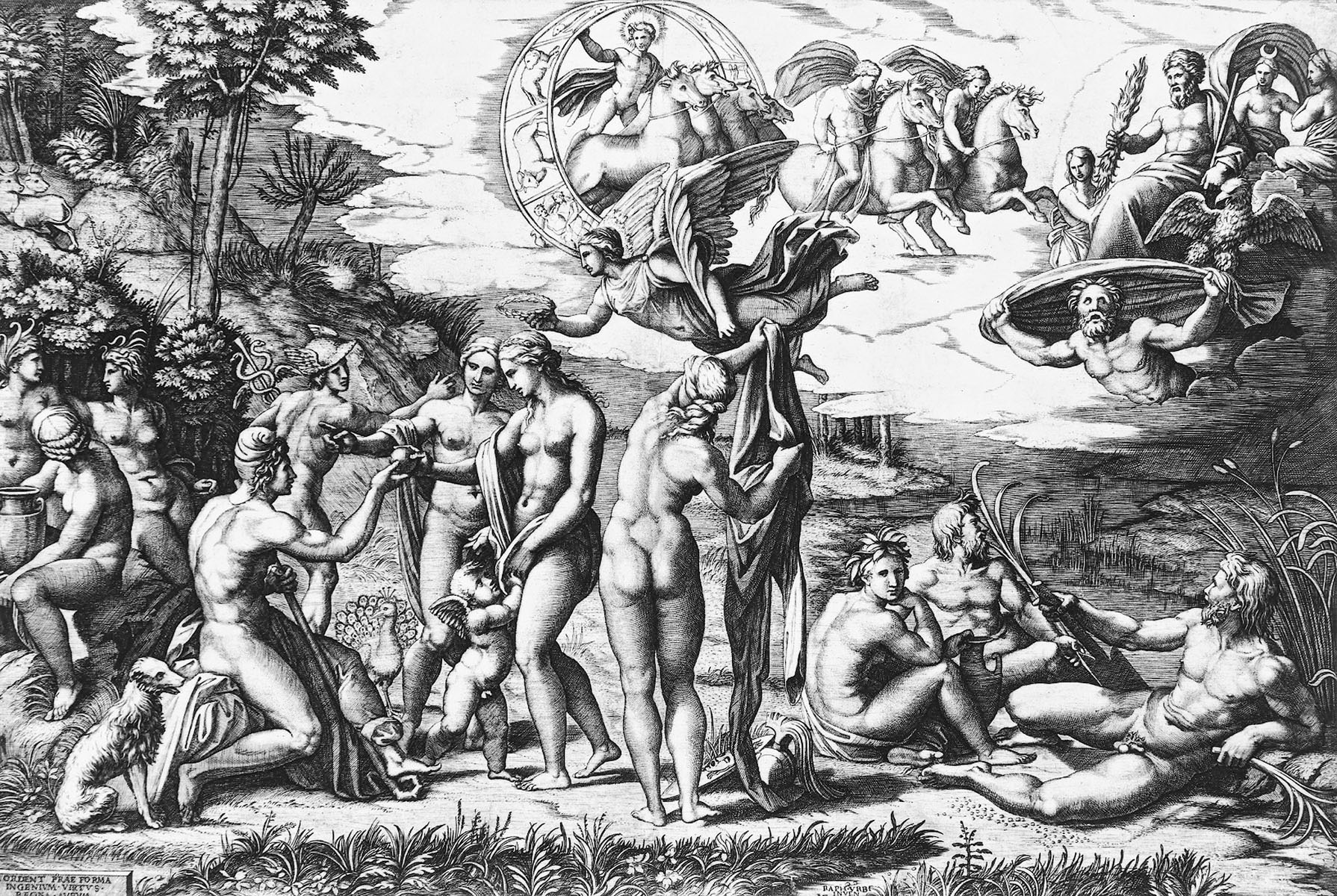
ラファエロの原画による『パリスの審判』
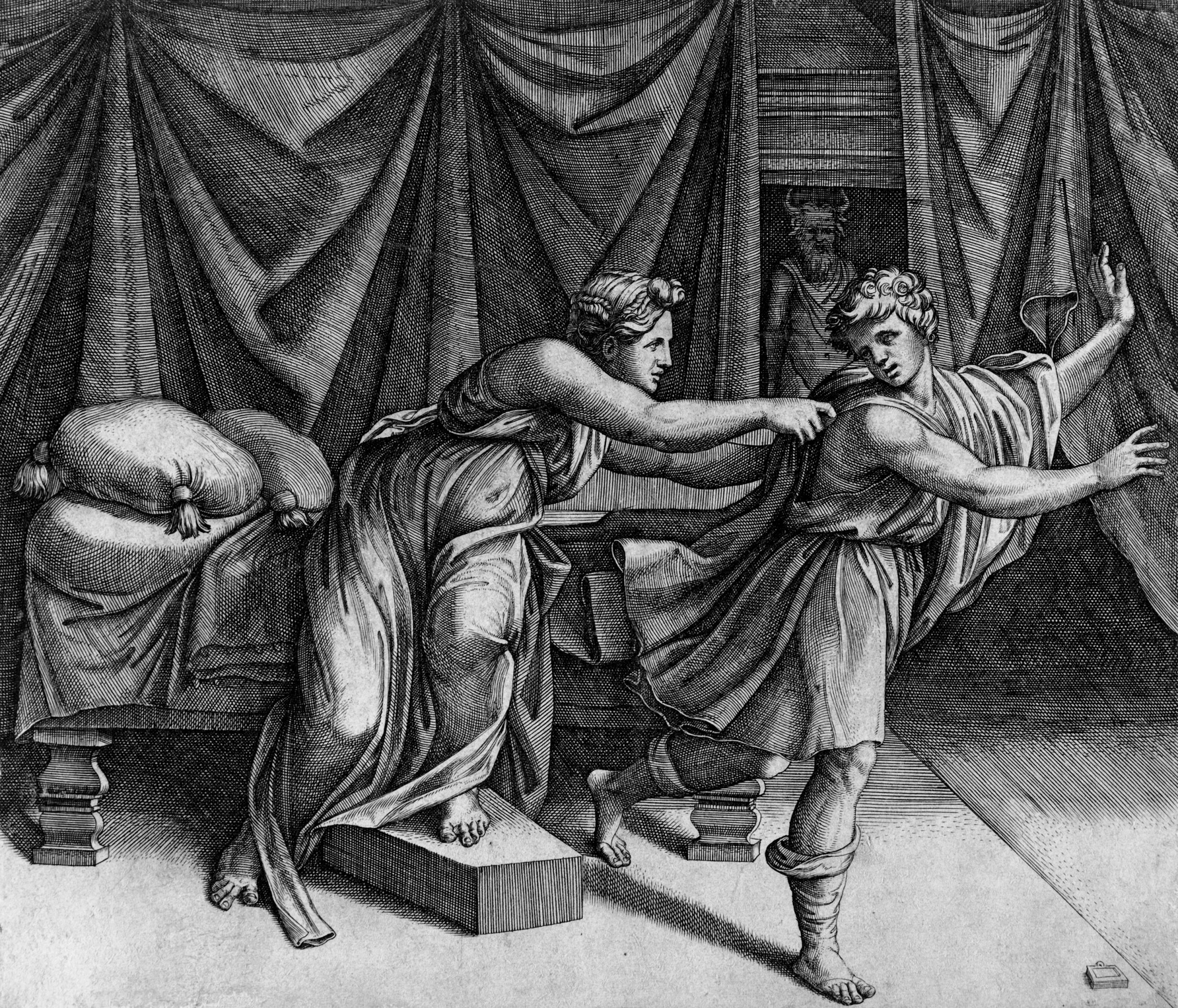
ヨセフとポティファルの妻